# Human Rights Data Analysis Group
Die Human Rights Data Analysis Group (kurz: HRDAG) ist eine amerikanische Non-Profit-Organisation, die unabhängige Datenanalysen im Themenfeld Menschenrechte erstellt und veröffentlicht.

## Methodik
Die HRDAG nutzt Methoden der Data Science und Statistik, um weltweit Verletzungen der Menschenrechte zu ermitteln und darüber entsprechende Informationen zu veröffentlichen. Die Gruppe besteht aus einigen ausgewiesenen Experten für Informatik, Softwareentwicklung, Demographie und Statistik, zudem bestehen Kooperationen mit diversen Einzelpersonen und Organisationen auf der ganzen Welt. Als Datenquelle werden beispielsweise offizielle Statistiken und Dokumente genauso wie Augenzeugenberichte genutzt. Diese Datenquellen werden unter anderem von lokalen Aktivisten und Aktivistengruppen bereitgestellt. Die Ermittlung von Menschenrechtsverletzungen mit der Hilfe technischer und mathematischer Methoden ist ein Ansatz, in dem die HRDAG eine Vorreiterrolle einnimmt.
Datenanalysen der HRDAG wurden unter anderem bei juristischen Prozesse gegen Verantwortliche der ermittelten Menschenrechtsverletzungen verwendet, darunter im Prozess gegen Efraín Ríos Montt 2013, der sich als Präsident Guatemalas einem Völkermord und Verbrechen an der Menschlichkeit am Volk der Ixil schuldig machte. Weitere Analysen der HRDAG beschäftigten sich mit der Ermordung von Gefangenen im Syrischen Bürgerkrieg, mit der Ermordung politischer Gegner unter dem tschadischen Präsidenten Hissène Habré, mit dem Thema Polizeigewalt in den Vereinigten Staaten und mit Verbrechen unter der Leitung von Slobodan Milošević im Kosovokrieg, wobei die Gruppe unter anderem Beweise für den Prozess gegen Milošević vor dem Internationalen Strafgerichtshof für das ehemalige Jugoslawien beisteuerte. Im Falle von Syrien baute die HRDAG eine Datenbank mit den Identitäten der im Bürgerkrieg ermordeten Menschen auf. 2015 zeigte eine von den Vereinten Nationen in Auftrag gegebene Studie der HRDAG, dass das syrische Regime im Bürgerkrieg auch das Internet bzw. digitale Möglichkeiten nutzt, um gegen Regimegegner vorzugehen, ihre Identitäten aufzudecken und sie im schlimmsten Falle zu ermorden.
Die Jury des Thorolf-Rafto-Gedenkpreis, den die HRDAG 2021 zugesprochen bekam, sah die Organisation als Vertreter einer „neue[n] Generation von Verteidigern der Menschenrechte“, die eine globale Ermittlung von Menschenrechtsverletzung möglich mache. Finanzielle Unterstützung erhielt die Gruppe unter anderem vom Sigrid Rausing Trust.

## Geschichte
Die heutige Gruppe geht auf das Jahr 1991 zurück, als Patrick Ball für Menschenrechtler in El Salvador Datenbanken erstellte und bereitstellte. Drei Jahre später wurde das Projekt und Ball Teil des Science and Human Rights Program der American Association for the Advancement of Science, wo das Projekt immer weiter vergrößert wurde. Der heutige Name der Gruppe wurde 2002 erstmals im Rahmen eines Förderantrags an die John D. und Catherine T. MacArthur Foundation genutzt. Von 2003 bis Februar 2013 war die Human Rights Data Analysis Group Teil der Non-Profit-Organisation Benetech, danach wurde die Gruppe unter dem Schirm der Organisation Community Partners unabhängig. Die Organisation hat ihren Sitz in San Francisco. [veraltet]

## Auszeichnungen
- 2021: Thorolf-Rafto-Gedenkpreis[1]